# Hebenstretia kamiesbergensis
Hebenstretia kamiesbergensis är en flenörtsväxtart som beskrevs av H. Roessler. Hebenstretia kamiesbergensis ingår i släktet gatörter, och familjen flenörtsväxter. Inga underarter finns listade i Catalogue of Life.